# Кгалема Мотланте
Кгалема Мотланте (на африкаанс: Kgalema Motlanthe, роден на 19 юли 1949) е южноафрикански политик.
На 25 септември 2008 г. е избран за временен президент на Република Южна Африка от Националното събрание на страната. Печели вота с 269 гласа от общо 360 гласували. След изборите е вицепрезидент на страната.
Мотланте е роден и израснал в Совето, предградие на Йоханесбург. На 20 годии е вербуван от „Копието на нацията“ (Umkhonto Sizwe), военното крило на Африканския национален конгрес. Мотланте организира саботажи и контрабанда през границата със Свазиленд. През 1976 г. е арестуван от режима на апартейд. След 11 месеца в ареста е затворен в продължение на 10 години в затвора на остров Робен.
След освобождаването му Мотланте оглавява Националната асоциация на миньорите през 1992 г.
От 1997 до 2007 г. е председател на Африканския национален конгрес, а след това заместник-председател. От 20 май 2008 г. е депутат в парламента на ЮАР и министър без портфейл.